# Kőszegszerdahely
Kőszegszerdahely là một thị trấn thuộc hạt Vas, Hungary. Thị trấn này có diện tích 7,37 km², dân số năm 2010 là 491 người, mật độ 67 người/km².